# Lycosa godeffroyi
Lycosa godeffroyi är en spindelart som beskrevs av Ludwig Carl Christian Koch 1865. Lycosa godeffroyi ingår i släktet Lycosa och familjen vargspindlar. Inga underarter finns listade i Catalogue of Life.